# Культура Науру

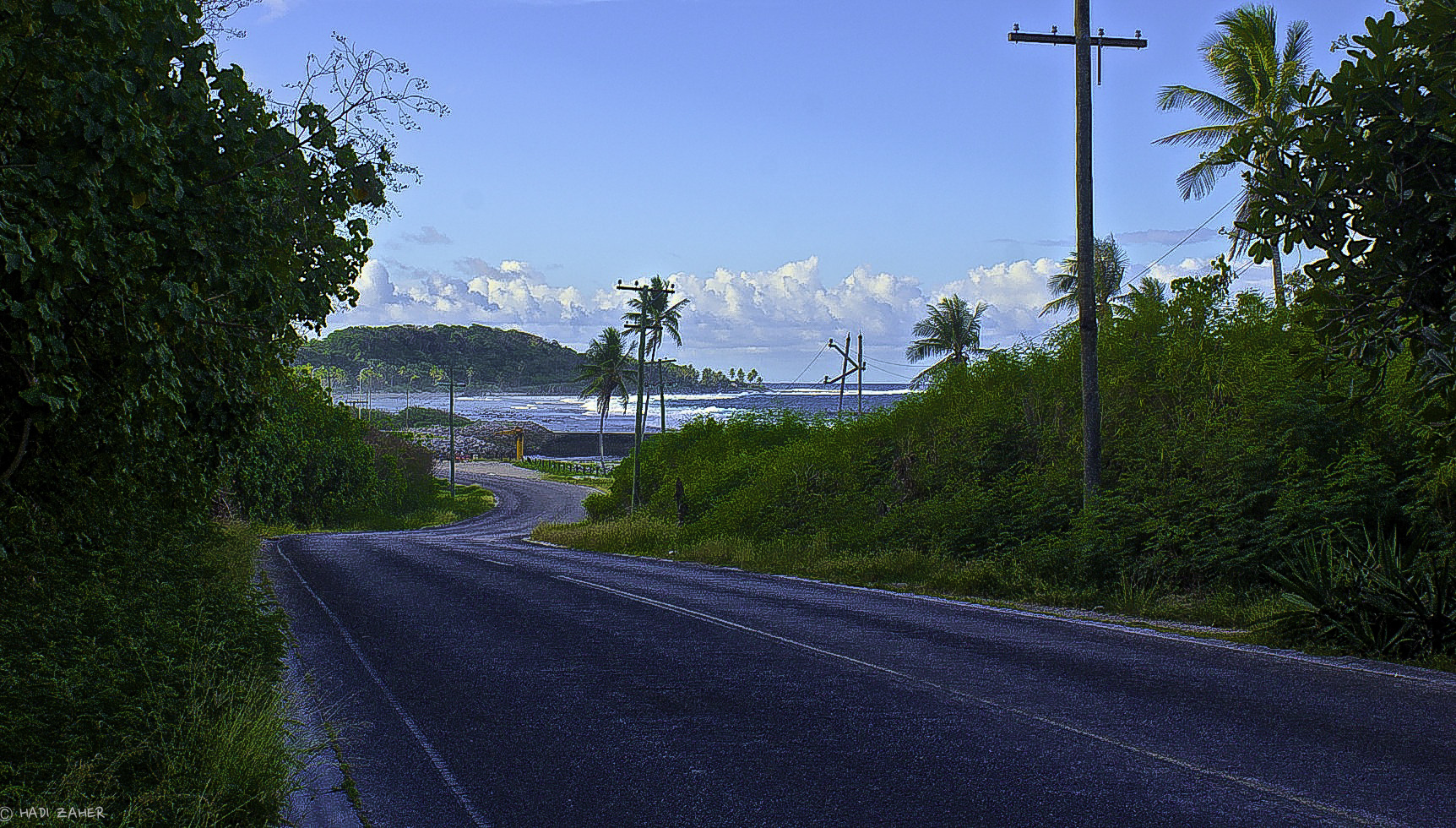
Кольцевая дорога острова в Науру

На острове Науру очевидно вытеснение традиционной культуры современными западными влияниями. От старых обычаев мало что осталось. Практически утрачены традиции декоративно-прикладного искусства.

## Искусства и ремёсла
Жители Науру носят обычную тропическую одежду: короткие брюки и лёгкие рубашки.

### Рыбалка

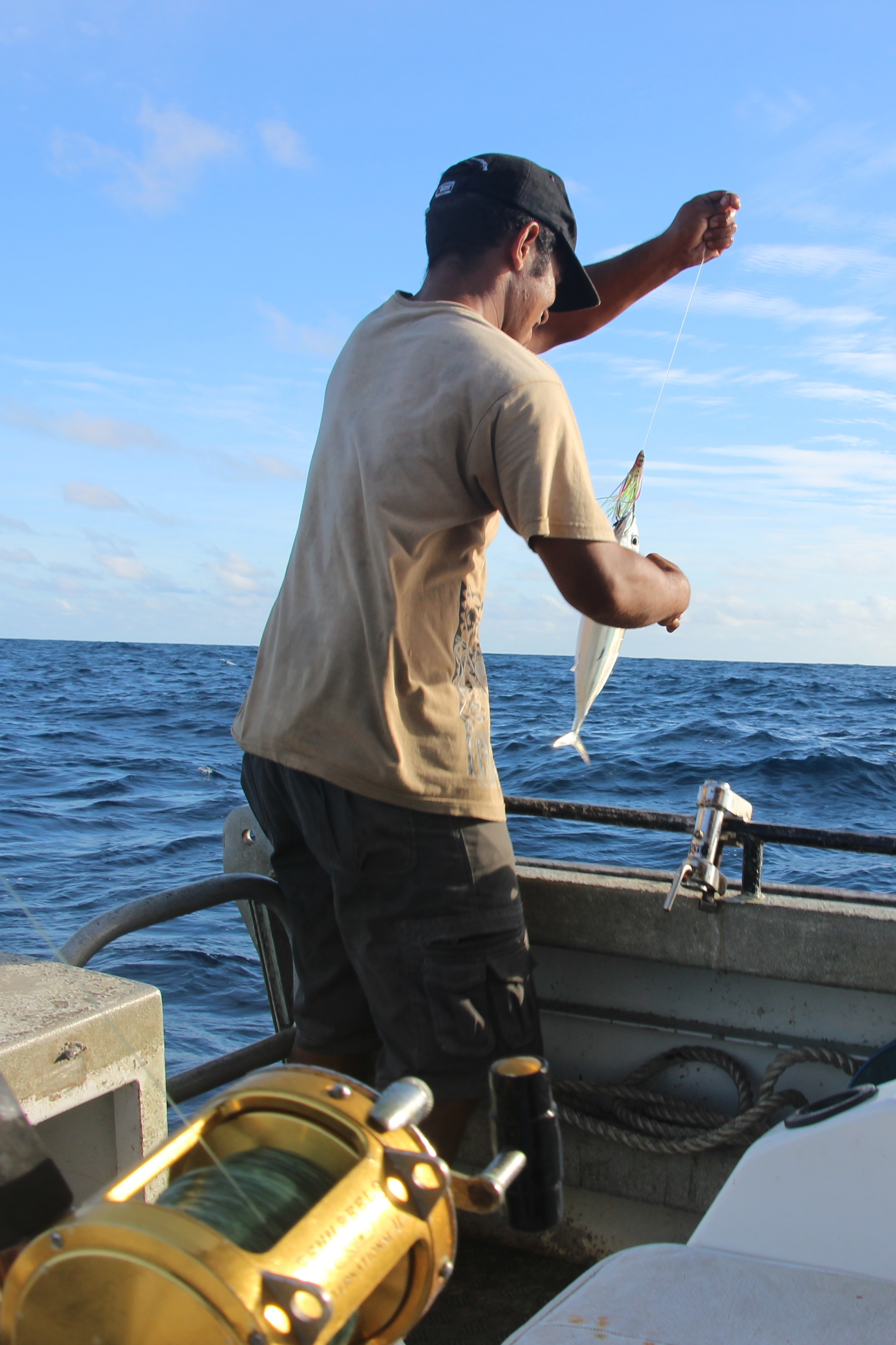
Науруанский рыбак вытаскивает улов

Рыбалка по-прежнему осуществляется традиционным методом: островные рыболовы ждут прибытия рыбы на небольших лёгких лодках. Сохранился обычай лова рыбы дрессированными фрегатами.

### Музыка
Радио Науру собрало множество записей музыки местных жителей. Но даже старые науруанцы редко могут понять содержание этих песен.
В то время как традиционная культура быстро уступает место современной, как и везде в Микронезии, музыка и танец по-прежнему входят в число самых популярных форм искусства. Ритмичное пение и традиционный рейген исполняются, в частности, на праздниках, а мастера изготавливают предметы одежды и веера из Кокосфасерна и листов винтового дерева и используют геометрические образцы, напоминающие образцы индонезийской культуры. Также древесина кокосовой пальмы используется в декоративно-прикладном искусстве.

## Язык и образование

### Язык
Язык Науру, Дорерин Наоэро, является микронезийским языком. Английский понимают и широко используют.

### Образование
Образование является обязательным с 4 до 16 лет во всех школах острова. Южно-Тихоокеанский университет имеет центр в Науру, расположенный в округе Айво, и предлагает дошкольное педагогическое образование, изучение и про питания и про инвалидности, а также выдаёт сертификат общественного работника. Для получения среднего и университетского образования большинству детей Науру приходится уезжать за границу.

### Официальные праздники
Официальным национальным праздником является День независимости 31 января, но День Ангама, 26 октября, считается дополнительным национальным праздником.

### Государственный гимн
Слова государственного гимна Науру были написаны Маргарет Хендри и приняты в 1968 году после обретения Республикой Науру независимости.

## Спорт

### Австралийский футбол

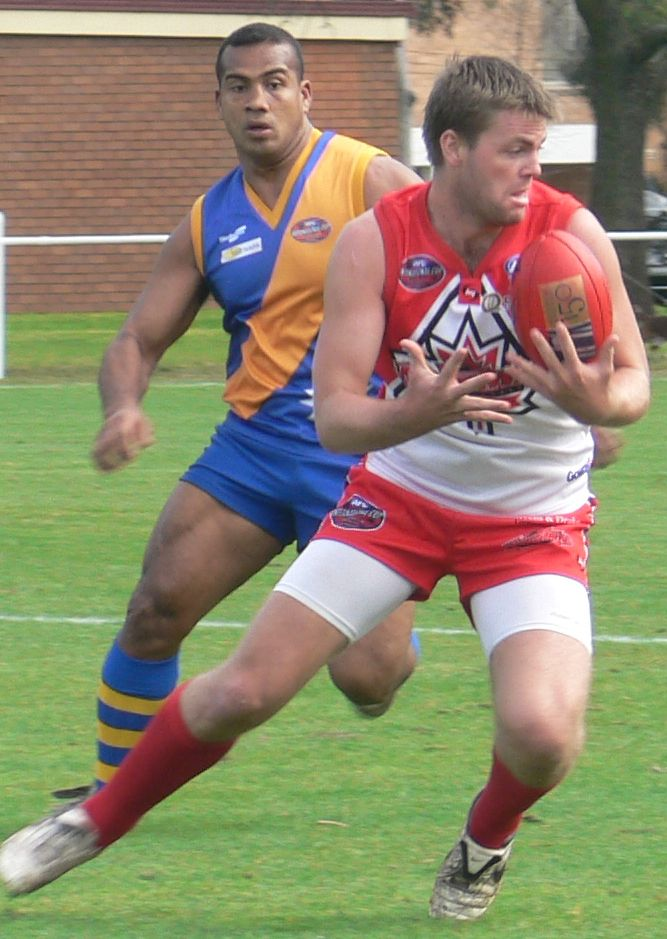
Футбольный матч по австралийским правилам (2008 г.)

Самым популярным в Науру является австралийский футбол. В стране действует старшая лига с 12 командами, см. Австралийский футбол по правилам Науру, и это популярный вид спорта для зрителей. Науру принимала участие в международных соревнованиях по австралийскому футболу на Играх в Арафуре, Международном кубке Австралии по футболу и Международном молодёжном турнире Барасси. Национальная команда «Чифс» заняла 8-е место на Международном кубке 2002 года и завоевала золотую медаль на Играх в Арафуре.

### Национальная баскетбольная команда
Национальная баскетбольная команда Науру попала в заголовки газет на Тихоокеанских играх 1969 года, когда она обыграла Соломоновы острова, население которых почти в 60 раз превышает население Науру, и Фиджи, население которого почти в 100 раз превышает население Науру.

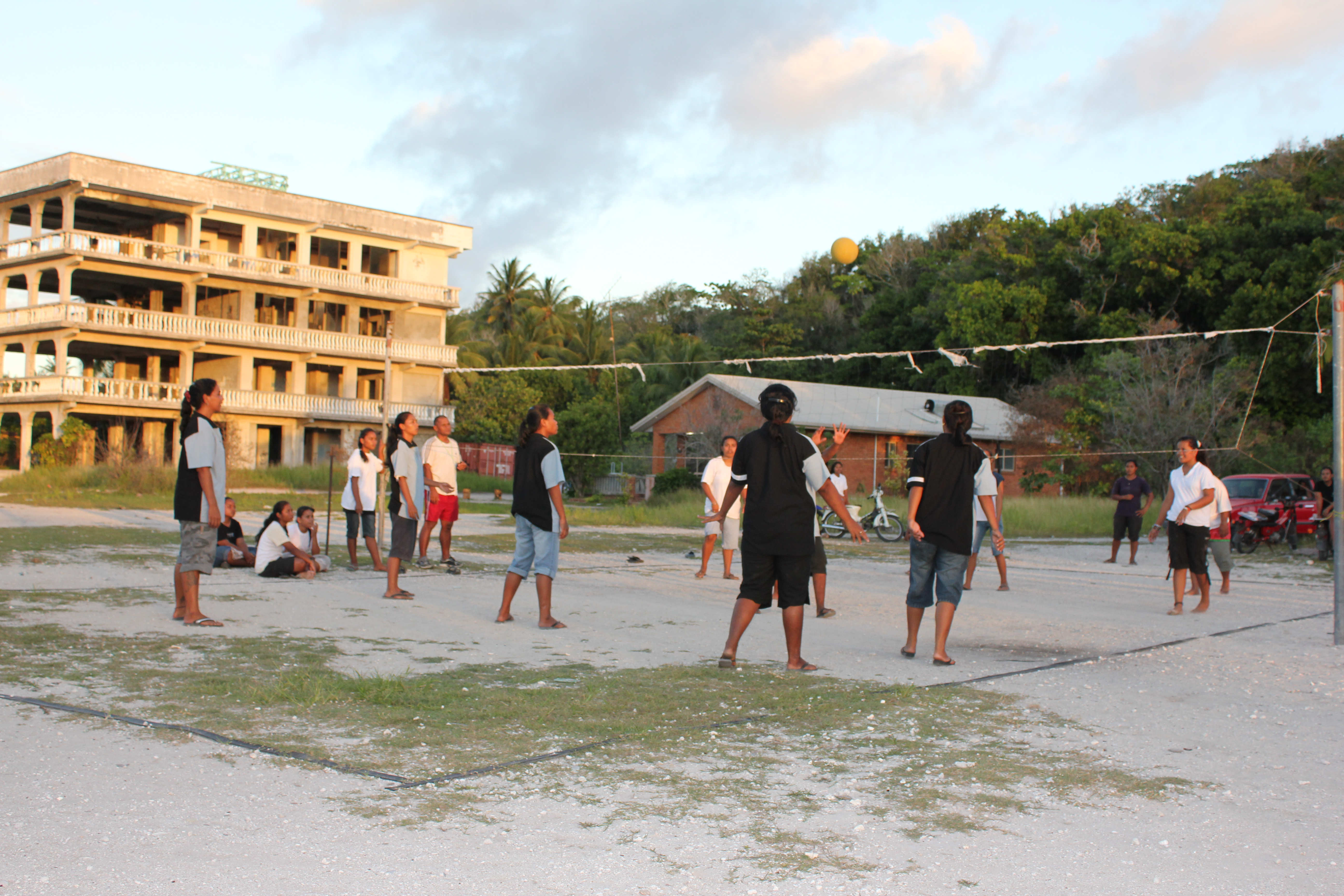
Местный волейбольный матч в Науру

Науруанцы также играют в футбол, софтбол, теннис, парусный спорт, плавание и гольф. В Науру всего несколько спортивных площадок. Единственный стадион находится в Ярене, но он устарел и не соответствует международным стандартам. В Мененг строится более крупный и современный спортивный стадион, однако из-за нехватки денег проект застопорился.

### Стадионы
- Аида Овал
- Стадион Дениг в Денигомоду
- Linkbelt Oval в Айво
- Стадион Менен в Мененге
- Национальный стадион в Ярене

### Традиционные виды спорта
Традиционным «спортом» является ловля птиц (Чёрный Нодди), когда они возвращаются с поиска пищи в море на остров к закату. Затем мужчины стоят на пляже, готовые бросить лассо. Науруанское лассо представляет собой гибкую верёвку с грузом на конце. Когда к ним приближается птица, они подбрасывают вверх своё лассо, оно ударяет и/или набрасывается на птицу, которая затем падает, её хватают и устраивают в качестве домашних животных.
Эакабарере — традиционная форма науруанской борьбы. Тяжёлая атлетика также является одним из наиболее традиционных видов спорта в Науру.